# Cá quả dứa

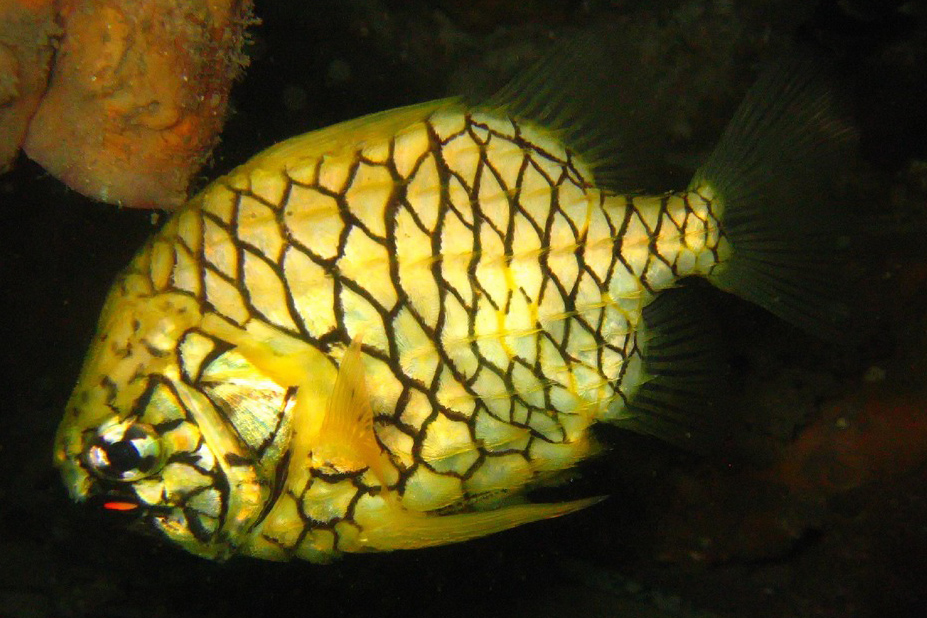
Pineapplefish off Fly Point, New South Wales

Cá quả dứa, tên khoa học Cleidopus gloriamaris, là một loài cá thuộc họ Monocentridae, và là thành viên duy nhất của chi của nó. Nó cũng được biết đến như là cá hiệp sĩ, do vảy giống áo giáp bao phủ cơ thể của nó, và cá đèn mạn trái và mạn phải,vì nó có một cặp cơ quan phát quang sinh học mà gợi nhớ tới đèn hàng hải trên tàu. Tên khoa học từ tiếng Latin "gloria" và "maris", có nghĩa là "vinh quang của biển cả".

## Phân bố và môi trường sống
Cá quả dứa có nguồn gốc ở vùng biển ven bờ biển Queensland, New South Wales, và Tây Úc. Nó xuất hiện ở độ sâu 6–200 m (20–660 ft) trong rạn san hô và bến cảng.

## Sinh học và sinh thái học
Do vây nhỏ bé của chúng và áo giáp cứng, cá quả dứa là động vật bơi yếu. Là loài cá đêm, nó có thể được tìm thấy bên trong hang động dưới gờ đá và ban ngày. Tại Fly Point Halifax Park Aquatic Preserve, New South Wales, một nhóm nhỏ cá quả dứa đã được ghi nhận dưới cùng một gờ đá ít nhất 7 năm, và một nhóm khác dưới một gờ đá khác trong 3 năm. Vào ban đêm, loài này ra các bãi các để kiếm ăn, sử dụng cơ quan ánh sáng của nó để chiếu tìm tôm nhỏ. Ánh sáng cũng có thể được sử dụng để giao tiếp với cùng loài. Ánh sáng của cá quả dứa được sản xuất bởi cộng sinh vi khuẩn phụ thuộc Vibrio fischeri trong cơ qua phát quang của nó. V. fischeri cũng được tìm thấy sống tự do trong nước biển. Tuy nhiên, hiện tượng phát quang của chúng yếu dần trong vòng một vài giờ sau khi được phát sáng. Loài này đã sống đến 10 năm trong điều kiện nuôi nhốt.